# Frunse-Museum (Bischkek)
Das Frunse-Museum ist eines der bedeutendsten Museen der kirgisischen Hauptstadt Bischkek. Es ist um das Geburtshaus des sowjetischen Heerführers Michail Wassiljewitsch Frunse errichtet.

## Lage
Das Frunse-Museum befindet sich im Zentrum Bischkeks, unmittelbar im Nordosten des Ala-Too-Platzes, dem zentralen Platz der kirgisischen Hauptstadt. Die Person Michail Wassiljewitsch Frunse ist in seiner Geburtsstadt Bischkek, die von 1926 bis 1991 nach ihm auch Frunse hieß, noch heute sehr präsent, unter anderem durch eine Statue des sowjetischen Heerführers im Stadtzentrum. Auch die Straße, an der das Frunse-Museum liegt, ist nach Michail Frunse benannt.

## Geschichte
Das Museum wurde als erstes Museum in Bischkek im Jahr 1925 in dem Geburtshaus Frunses errichtet. Dabei handelt es sich um eine einfache, strohgedeckte Hütte. 1967 wurde rund um diese Hütte ein großes neues Gebäude für das Frunse-Museum fertiggestellt. Dieses bietet auf drei Etagen 1.760 Quadratmeter Ausstellungsfläche. Das Geburtshaus des Namensgebers wird von diesem neuen Gebäude eingeschlossen, wird aber auch heute noch als Ausstellungsfläche genutzt.

## Ausstellung
Insgesamt werden im Frunse-Museum circa 6000 Exponate ausgestellt. Ein Teil der Dauerausstellung in dem Museum ist dem Leben Michail Frunses gewidmet. Zahlreiche Bilder, Plakate, Schriften, Uniformen und Alltagsgegenstände erinnern an den sowjetischen Heerführer. Ein zweiter Teil der Ausstellung befasst sich mit der Stadtgeschichte Bischkeks und zeichnet die Entwicklung der Stadt mit zahlreichen Bildern und Dokumenten nach. Dabei liegt der Fokus der Ausstellung auf der Geschichte Bischkeks beziehungsweise Frunses während der Sowjetherrschaft. Insgesamt besitzt das Museum einen großen Fundus an Exponaten aus der Sowjetzeit, darunter auch zahlreiche Exponate, die als sowjetische Propaganda dienten. Zu den prominentesten Exponaten des Museums zählt ein Gemälde, das Frunse und Lenin bei einer militärischen Besprechung zeigt. Die meisten Informationen und Beschriftungen im Museum sind ausschließlich auf Russisch und Kirgisisch vorhanden.
Gelegentlich werden im Frunse-Museum auch Sonderausstellungen eingerichtet. Beispielsweise wurde anlässlich des Manas-Tages am 4. Dezember 2019 eine Sonderausstellung zum kirgisischen Nationalepos Manas präsentiert.